# Forte de São Francisco da Barra
O Forte de São Francisco da Barra, também conhecido como Castelo do Mar, Forte da Barra, Forte do Picão e Forte da Laje, localizava-se no extremo norte da cidade do Recife, sobre os recifes de pedra que protegiam o seu porto, no litoral do estado de Pernambuco, no Brasil.

## História
Erguido a partir de 1608 (ou do último decênio do século XVI, cf. GARRIDO, 1940:66) com risco do Engenheiro-mor e dirigente das obras de fortificação do Estado do Brasil, Francisco de Frias da Mesquita (1603-1634), destinava-se a proteger a barra do canal de acesso e o porto do Recife de Olinda. Com planta no formato de um polígono hexagonal irregular, foi artilhado originalmente com seis peças de bronze. Deve ter sido terminado por volta de 1614, uma vez "que depois de haver acabado com grande louvor a Fortaleza da Lajem do Recife, [Francisco da Mesquita] se ofereceu para acompanhar Jerônimo de Albuquerque [Maranhão contra os franceses em São Luís]." (MARQUES, 1970:280). Encontra-se figurado por João Teixeira Albernaz, o velho no mapa de Recife e Olinda como "D - O forte novo da laje do porto" (Livro que dá Razão do Estado do Brazil, c. 1616. Biblioteca Pública Municipal do Porto).
No contexto da segunda das Invasões holandesas do Brasil (1630-1654), materializada a invasão da Companhia Neerlandesa das Índias Ocidentais em Fevereiro de 1630, esta fortificação - que os invasores chamaram de Castelo do Mar -, junto com o Forte de São Jorge Velho (o Castelo de Terra), que lhe era fronteiro e com quem cruzava fogos, foram as únicas a oferecer resistência, capitulando aquela a 20 de Fevereiro, e esta a 2 de Março (GARRIDO, 1940:66-67).
Sobre esta estrutura, Maurício de Nassau, no "Breve Discurso" de 14 de Janeiro de 1638, sob o tópico "Fortificações", reporta:
"Defronte do Castelo de São Jorge, sobre o arrecife de pedra, no mar e na entrada da barra, fica um outro belo castelo de pedra, por nós denominado Castelo do mar. Este tem sido um tanto danificado pelo mar, que, batendo nele com toda a força e em todas as marés, tem arrancado na parte inferior algumas pedras. Tratamos com o mestre, que foi o seu primitivo construtor, para que, com o auxílio de pedreiros portugueses, tape o rombo e o segure contra o mar, o que é indispensável para prevenir futuros danos."
De fato, a estrutura recebeu obras de recuperação em 1638, a cargo dos Engenheiros neerlandeses Vasser e Castell (GARRIDO, 1940:66).

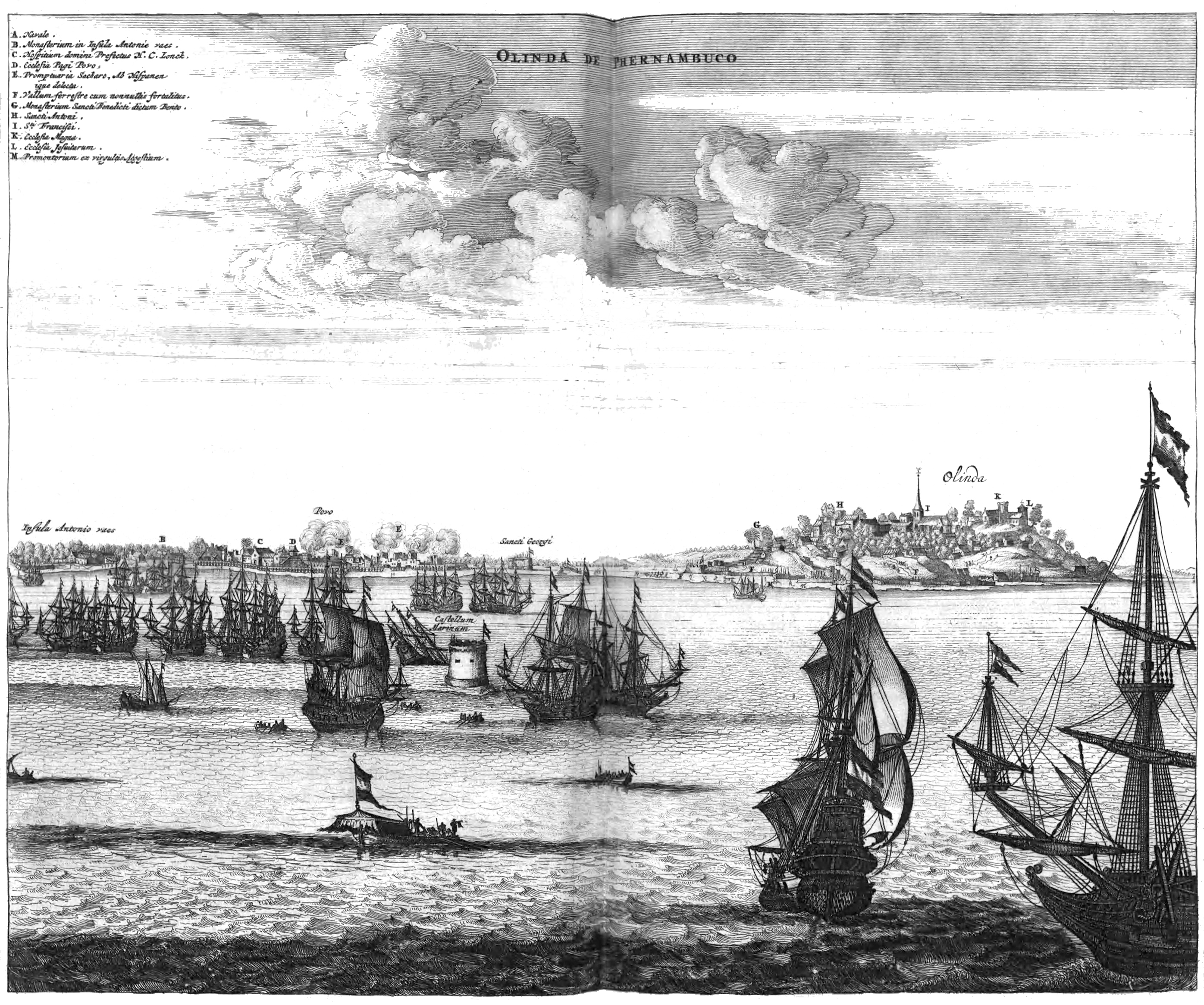
Gravura neerlandesa mostrando o cerco a Olinda em 1630: em primeiro plano, o Forte do Mar.

O "Relatório sobre o estado das Capitanias conquistadas no Brasil", de autoria de Adriano do Dussen, datado de 4 de Abril de 1640, complementa:
"Em frente ao Castelo de Terra [Forte de São Jorge] situa-se, do lado do mar, na entrada da barra, sobre o recife de pedra, o Castelo do Mar, construído com pedras, elevado, sem flancos; é de forma arredondada, octogonal. Ali há 7 peças de bronze, todas espanholas, a saber: 1 de 24 libras, 1 de 20 lb, 2 de 12 lb, 1 de 18 lb e 2 de 10 [lb]; domina a barra e todo o porto e o istmo que lhe fica em frente, podendo alcançar com seus tiros o Recife, o Castelo de São Jorge, o Forte do Brum e o reduto."
BARLÉU (1974) transcreve a informação: "(...) Em frente do Castelo da Terra, vê-se o do Mar, de forma redonda, formidável por sete peças de bronze, destinado à defensão do porto, da barra e do litoral. Ficam-lhe ao alcance o Recife, os fortes de São Jorge e do Brum e o Reduto." (op. cit, p. 142)
Figura nos mapas de Frans Post (1612-1680) da Ilha de Antônio Vaz (1637), e de Mauritiopolis (1645. Biblioteca Nacional, Rio de Janeiro), e no mapa "A Cidade Maurícia em 1644", de Cornelis Golijath (in: BARLÉU, Gaspar. História dos feitos recentemente praticados no Brasil. Amsterdã, 1647).
O francês MOREAU (1979), acerca do período entre 1646-1648, relata:
"O Recife está construido (...) numa das orlas desta passagem [abertura no costão do recife de pedra], da largura de cem passos e sobre a própria rocha, do lado meridional. Há um forte de pedra, redondo, de cem passos de círculo, que o mar banha de todos os lados, munido de vinte grandes peças de ferro fundido e de uma guarnição ordinária de cinquenta homens, e do qual os navios que chegam devem dar-se conta para não se aproximar muito; ancoram a meia légua dele e depois vêm dar-se a conhecer nos escaleres com as cartas trazidas para Recife; isto feito, envia-se uma deputação a estes navios a fim de examiná-los, antes de conceder-lhes entrada no porto. (...)"
Foi evacuado pelas forças neerlandeses quando da Capitulação do Campo do Taborda em 1654 (GARRIDO, 1940:67).
Em 1817, em ruínas, o Forte da Barra foi reconstruído pelo Governador de Pernambuco, General Luís do Rêgo, com o formato de polígono eneagonal irregular, artilhado com seis peças (SOUZA, 1885:83), passando a abrigar o Farol do Recife (inaugurado em 1821), também conhecido como Farol da Barra ou do Picão. SOUZA (1885) complementa que, à época, este forte estava classificado como de 2ª Classe (op. cit., p. 83).
No século XX, a fortificação passou ao Ministério da Fazenda (1905), estando em ruínas em 1906. Quando das obras de construção do porto do Recife, as suas ruínas foram cobertas pelo enrocamento do quebra-mar Sul (GARRIDO, 1940:67), descaracterizando-o completamente. As reformas de que foi objeto desde então visaram apenas consolidar e proteger a base quadrada do farol, no formato artístico de um forte com ameias para recordar a sua origem, no quebra-mar que atualmente dá acesso ao porto.
O site www.fortedopicao.com aborda diversos aspectos acerca deste forte que, inclusive, integra os brasões de Pernambuco e do Recife.